# Copa Real Federación Española de Fútbol (fase autonómica de Navarra)
La fase autonómica de Navarra de la Copa Real Federación Española de Fútbol, es un campeonato oficial organizado por la Federación Navarra de Fútbol (FNF), bajo el auspicio de la Real Federación Española de Fútbol (RFEF), que enfrenta anualmente a algunos equipos de Navarra.

## Historia
En la temporada 1993-94 se recupera la Copa Real Federación Española de Fútbol. Esta fase se desarrollará a nivel regional y podrán participar, mediante inscripción voluntaria, todos los equipos de la correspondiente federación territorial, de Primera Federación, Segunda Federación y Tercera Federación, de la pasada temporada que no se hayan clasificado bien a la Copa del Rey, o bien a la fase nacional de la Copa Real Federación Española de Fútbol.
El campeón acude a la fase nacional de la Copa Real Federación Española de Fútbol.
En función de lo que marque el Reglamento de Competiciones de Ámbito Estatal para la temporada, cada federación regional tendrá que comunicar, en fecha que determine el Departamento de Competiciones, el nombre del equipo que hubiese adquirido el derecho para 
participar en la Fase Nacional.

Tradicionalmente, los conjuntos de fútbol de La Rioja competían dentro de la Federación Navarra de Fútbol, fundada en 1928. 
En la Copa Real Federación Española de Fútbol durante 1993-94 hasta la temporada 2003-04, la Federación Navarra de Fútbol y la Federación Riojana de Fútbol participaban conjuntamente en la fase Autonómica para clasificar a la Fase nacional de la Copa Real Federación Española de Fútbol.

## Sistema de competición
Se ha disputado de diversas maneras, tanto en sistema de eliminatorias como por liguillas.

## Ediciones
Fase de Navarra y La Rioja
| Edición | Temporada | Campeón                      | Subcampeón         | Resultado | Resultado |
| ------- | --------- | ---------------------------- | ------------------ | --------- | --------- |
| I       | 1993-94   | C. D. Calahorra              | Peña Sport F. C.   | 1-2       | 1-0       |
| II      | 1994-95   | C. D. Calahorra              | U. D. C. Chantrea  | 3-1       | 2-0       |
| III     | 1995-96   | C. A. Osasuna "B"            | C. D. Calahorra    | 1-1       | 1-0       |
| IV      | 1996-97   | C. D. Izarra                 | Peña Sport F. C.   | 1-1       | 2-0       |
| V       | 1997-98   | C. D. Calahorra              | C. D. Izarra       | 0-0       | 4-0       |
| VI      | 1998-99   | C. D. Tudelano               | C. A. Osasuna "B"  | 1-0       | 1-1       |
| VII     | 1999-00   | C. D. Logroñés "B"           | C. D. Tudelano     | 2-0       | 0-0       |
| VIII    | 2000-01   | C. D. Calahorra              | C. A. Osasuna "B"  | 1-1       | 1-1 (pen) |
| IX      | 2001-02   | C. D. Alfaro                 | C. Atl. River Ebro | -         | -         |
| X       | 2002-03   | C. D. Recreación de La Rioja | Peña Sport F. C.   | 1-1       | 1-0       |
| XI      | 2003-04   | C. M. Peralta                | C. D. Calahorra    | 1-0       | 4-3       |

Fase de Navarra
| Edición | Temporada | Campeón              | Subcampeón           | Resultado         |
| ------- | --------- | -------------------- | -------------------- | ----------------- |
| I       | 2004-05   | C. D. Izarra         | C. D. Oberena        | 3-1 / 1-2         |
| II      | 2005-06   | C. D. Burladés       | C. D. Iruña          | 2-1 / 1-0         |
| III     | 2006-07   | C. D. Ardoi          | C. D. Valle de Egüés | 3-1               |
| IV      | 2007-08   | C. D. Oberena        | C. D. Ardoi          | 2-1               |
| V       | 2008-09   | C. D. Ardoi          | C. D. Valle de Egüés | 2-0               |
| VI      | 2009-10   | C. D. Oberena        | C. D. Valle de Egüés | Liga de 3 equipos |
| VII     | 2010-11   | C. D. Izarra         | C. D. Oberena        | 1-1 / 1-0         |
| VIII    | 2011-12   | Peña Sport F. C.     | C. D. Azkoyen        | 2-2 / 4-0         |
| IX      | 2012-13   | C. A. Valtierrano    | C. D. Valle de Egüés | 1-1 / 2-2         |
| X       | 2013-14   | Peña Sport F. C.     | C. D. Iruña          | 1-0               |
| XI      | 2014-15   | C. A. Osasuna "B"    | C. D. Huarte         | 2-2 (pen.)        |
| XII     | 2015-16   | C. D. Valle de Egüés | U. D. Mutilvera      | 4-3               |
| XIII    | 2016-17   | Peña Sport F. C.     | C. D. Iruña          | 1-0               |
| XIV     | 2017-18   | C. D. Ardoi          | C. D. Tudelano       | 1-0               |
| XV      | 2018-19   | Peña Sport F. C.     | C. A. Cirbonero      | Liga de 3 equipos |
| XVI     | 2019-20   | C. D. Cortes         | C. D. Huarte         | 1-0               |
| XVII    | 2020-21   | Beti Kozkor K. E.    | -                    | Único inscrito    |
| XVIII   | 2021-22   | C. D. Izarra         | C. D. Ardoi          | 3-1               |
| XIX     | 2022-23   | C. D. Huarte         | U. D. C. Txantrea    | 2-1               |
| XX      | 2023-24   | Peña Sport F. C.     | U. D. Mutilvera      | 1-0               |
| XXI     | 2024-25   | C. D. Izarra         | Peña Sport F. C.     | 3-1               |

## Palmarés
| Equipo               | Títulos | Subtítulos | Temporadas títulos                          |
| -------------------- | ------- | ---------- | ------------------------------------------- |
| Peña Sport F. C.     | 5       | 1          | 2011-12, 2013-14, 2016-17, 2018-19, 2023-24 |
| C. D. Izarra         | 4       | 0          | 2004-05, 2010-11, 2021-22, 2024-25          |
| C. D. Ardoi          | 3       | 1          | 2006-07, 2008-09, 2017-28                   |
| C. D. Oberena        | 2       | 2          | 2007-08, 2009-10                            |
| C. D. Valle de Egüés | 1       | 4          | 2015-16                                     |
| C. D. Burladés       | 1       | 0          | 2005-06                                     |
| C. A. Valtierrano    | 1       | 0          | 2012-13                                     |
| C. A. Osasuna "B"    | 1       | 0          | 2014-15                                     |
| C. D. Cortes         | 1       | 0          | 2019-20                                     |
| Beti Kozkor K. E.    | 1       | 0          | 2020-21                                     |
| C. D. Huarte         | 1       | 2          | 2022-23                                     |
| C. D. Iruña          | 0       | 3          |                                             |
| C. D. Azkoyen        | 0       | 1          |                                             |
| C. D Tudelano        | 0       | 1          |                                             |
| U. D. Mutilvera      | 0       | 2          |                                             |
| C. A. Cirbonero      | 0       | 1          |                                             |
| U. D. C. Chantrea    | 0       | 1          |                                             |